# The Boys in the Band (Family Guy)
"The Boys in the Band" é o primeiro episódio da décima quinta temporada da sitcom de animação Family Guy, e o 270th episódio geral. Ele foi ao ar na Fox nos Estados Unidos em 25 de setembro de 2016, foi escrito por Chris Regan e dirigido por Joseph Lee

## Sinopse
Stewie Griffin e Brian Griffin formam uma banda infantil que ameaça desmoronar quando Olivia se envolve, enquanto Chris Griffin consegue um emprego Gerenciando a vida sexual do Glen Quagmire.
Este episódio foi dedicado à memória do editor de música de Family Guy Doug Lackey.

## Recepção
O episódio teve um público de 2.80 milhões de telespectadores, tornando-se o segundo episódio mais assistido da noite, atrás de Os Simpsons.

O episódio foi recebido com críticas positivas. Jesse Schedeen da IGN deu ao episódio uma 8.1/10, afirmando que "a 15ª Temporada de Family Guy começou com uma base sólida, graças a um consistente e divertida estréia."